# Ыйм, Тыну Освальдович
Ты́ну О́свальдович Ыйм (эст. Tõnu Õim; 16 июня 1941, село Раазику, Харьюский район, Эстония) — эстонский шахматист, мастер спорта СССР (1966), гроссмейстер ИКЧФ (1981).
Двукратный чемпион мира по переписке (1983—1984 и 1999).
В число ведущих эстонских шахматистов выдвинулся в очных соревнованиях. Высших спортивных достижений добился в игре по переписке: победитель 9-го чемпионата мира (1977—1983), чемпионата Европы в составе сборной команды СССР (1973—1983), участник полуфинала олимпиад (1968—1972 и 1972—1977) в составе 2-й олимпийской сборной команды СССР. 
Игру Ыйма отличают хорошее знание шахматной теории и умение вести тактическую борьбу.

## Изменения рейтинга
| Графики недоступны из-за технических проблем. См. информацию на Фабрикаторе и на mediawiki.org. |